# Revue québécoise de linguistique
Ne doit pas être confondu avec Revue québécoise de linguistique théorique et appliquée.
La Revue québécoise de linguistique (RQL) est une revue scientifique québécoise semestrielle à comité de lecture publiée par l'Université du Québec à Montréal (UQÀM) de 1981 à 2003 et faisant suite au Cahier de linguistique, fondé en 1971. Elle diffuse les travaux d'universitaires et d'étudiants des cycles avancés du Québec, du Canada et du monde entier en français et en anglais dès 1983, avec des résumés dans les deux langues à partir de 1986. Elle couvre tous les domaines de la linguistique à part quelques aspects de la linguistique appliquée, ainsi que les champs interdisciplinaires comme la sociolinguistique, la psycholinguistique, les relations entre la linguistique et une autre discipline (informatique, pédagogie, etc.). Durant son existence, la RQL publie deux numéros par an, en alternant les numéros thématiques et non thématiques. Sa parution régulière cesse en 2003, et un dernier numéro exceptionnel est publié sous forme numérique en 2009.